# Neerslagtitratie
Een neerslagtitratie is een titratie waarbij de concentratie van een ion (het analiet) in oplossing bepaald wordt door het neer te slaan met een tegenion dat een onoplosbaar product vormt met de analiet.
Neerslagtitraties worden vaak uitgevoerd voor halogeniden (waaronder chloride en bromide in oplossing). Hier wordt meestal zilvernitraat (AgNO3) als titrant gebruikt; deze vorm van titratie noemt men argentometrie. Behalve voor halogeniden wordt argentometrie toegepast voor de bepaling van cyanide (CN−) en thiocyanaat (SCN−).
Het equivalentiepunt (eindpunt) kan visueel op verschillende manieren waargenomen worden: hetzij met neerslagindicatoren, hetzij met adsorptie-indicatoren of door vorming van gekleurde complexen.